# Bartolomeu de Quental
Bartolomeu de Quental, C.O. (22. srpna 1626 Fenais da Luz – 20. prosince 1698 Lisabon) byl portugalský římskokatolický duchovní, teolog a oratorián.

## Život
Narodil se 22. srpna 1626 ve Fenais da Luz na ostrově São Miguel jako syn Francisca de Andrade Cabral a Any de Quental Novais. Pokřtěn byl v kostele Panny Marie Světla ( Nossa Senhora da Luz).
Byl vynikajícím studentem. Ve dvanácti letech ovládal latinu a studium gramatiky dokončil dříve než jeho vrstevníci. V té době bylo zvykem, že pouze prvorozený, v tomto případě jeho starší bratr Pedro de Matos de Quental pokračoval ve studiu, což znamenalo, že Bartolomeu nemohl odcestovat do pevninského Portugalska studovat filozofii. Na poslední chvíli dal jeho bratr příležitost Bartolomeovi.
V 16 letech začal studovat na Real Colégio das Artes v Évoře vedené jezuity, kde získal magisterský titul. Později obhájil doktorskou práci z filozofie. Roku 1650 odešel studovat teologii na Univerzitu Coimbra. O dva roky později byl biskupem Franciscem de Sotomayor vysvěcen na kněze. Vykonával pastorační službu ve farnostech arcidiecéze. Roku 1654 se stal farářem v Ribeira Grande, poblíž jeho rodné obce.
Dne 22. října 1654 jej král Jan IV. Portugalský jmenoval kazatelem královské kaple a zpovědníkem královského domu. Pro svá kázání v Lisabonu se stal velmi slavným. Jeho kázání se těšila velké účasti a vznešené dvorní dámy se účastnily jak jeho ranních modliteb, tak i jeho večerních duchovních cvičení. Jeho snahy o reformu dvorních mravů se staly úspěšnými. Mezi častými účastníky kázání byla také infantka Kateřina z Braganzy, budoucí anglická královna.
V letech 1640–1668 bylo Portugalsko zapojeno do dlouhé a ekonomicky náročné války proti Španělsku, což zapříčinilo špatné podmínky pro formaci kněží a jejich působení. Mezi lety 1657 a 1658 se snažil shromáždit všechny duchovní Královské kaple do malé komunity kněží, aby svým příkladem přitahovali lidi k duchovním cvičením, ale narazil na odpor.
Dne 18. února 1659 založil Bratrstvo Panny Marie ze Saudades se zvláštním zaměřením na praktikování skutků milosrdenství, které bylo schváleno dekretem královny Luisy de Guzmán. Roku 1664 se vzdal funkce královského zpovědníka, aby se mohl věnovat misiím mezi chudými ve venkovských oblastech arcidiecéze. Roku 1668 byl opět pozván do funkce zpovědníka, což odmítl.
Rozhodl se založit kongregaci inspirovanou Oratoriány, která byla založena roku 1575 svatým Filipem Neri. Dne 8. ledna 1668 získal souhlas lisabonské kapituly a 23. března také souhlas krále. Quentalovy stanovy čerpaly inspiraci jak z italských oratoriánů (což byly nezávislé a autonomní komunity), tak z francouzských oratoriánů (založených v roce 1611 Pierrem de Bérulle, kteří fungovali v rámci užší organizační struktury pod vedením generálního představeného). Dne 24. srpna 1672 byly stanovy portugalské kongregace schváleny brevem Ex injuncto nobis papeže Klementa X.
Zemřel 20. prosince 1698 v Lisabonu.

## Proces svatořečení
Proces byl zahájen 8. dubna 1744 v lisabonském patriarchátu. O čtyři roky později papež Benedikt XIV. uznal jeho hrdinské ctnosti.